# ESV Lok Meiningen
Der ESV Lok Meiningen (Eisenbahnsportverein Lokomotive Meiningen e. V.) ist ein deutscher Sportverein in der thüringischen Stadt Meiningen. Der ESV Lok Meiningen unterhält die neun Sportabteilungen Handball, Frauenfußball, Tischtennis, Schach, Gymnastik, Kanusport, Stocksport, Wandern und Freizeitsport. Ehemalige aufgelöste oder ausgegründete Sektionen waren Basketball, Eishockey und Fußball (Männer). Mit seinen 375 Mitgliedern (2015) ist der ESV Lok der viertgrößte Sportverein der Stadt Meiningen.
Der Sportverein wurde 1949 als Betriebssportgemeinschaft Lokomotive Meiningen gegründet. Träger war das Reichsbahnausbesserungswerk Meiningen, das heutige Dampflokwerk Meiningen. 1990 fand eine Umbenennung des Vereins in Eisenbahnsportverein (ESV) Lokomotive Meiningen e. V. statt. In jenem Jahr besaß der Verein zehn Sportabteilungen. Der ESV Lok Meiningen ist Mitglied im Verein zur Förderung der Meininger Sportstätten und Sportgelegenheiten e. V. (SSFV Meiningen).

## Sportabteilungen

### Sektion Frauenfußball
Die Abteilung Frauen- und Mädchenfußball des ESV wurde im Oktober 2005 gegründet und hatte 2024 95 Mitglieder. In den ersten Jahren bestanden ausschließlich Mädchenmannschaften verschiedener Altersklassen. Die Frauenmannschaft wurde 2010 gebildet und errang 2012 erstmals den Kreismeistertitel. Ab der Saison 2013/14 spielten sie in der Frauen-Landesklasse West. 2015 stiegen die Frauen in die höchste Liga des Landes, die viertklassige Thüringenliga bzw. Verbandsliga Thüringen auf, wo sie 2021/22 zum ersten Mal den Landesmeistertitel errangen und diesen bis 2024/25 verteidigten. Im Spieljahr 2021/22 nahm sie am DFB-Pokal teil. Sehr erfolgreich waren bisher auch die Juniorinnen.
Die Frauenmannschaft (Trainer: Michael Hopf), die B-Juniorinnen, die C-Juniorinnen und die D-Juniorinnen spielen zurzeit in der jeweiligen Verbandsliga. Des Weiteren existieren Teams der E- und F-Juniorinnen. Die Heimspielstätte ist das Stadion Maßfelder Weg in der Südstadt von Meiningen.

### Sektion Handball
Die Abteilung Handball hat 95 Mitglieder und betreibt Männer-, Frauen- und Jugendmannschaften. Die Frauen stiegen 2019 in die Thüringenliga Frauen (5. Liga) auf und spielen seit 2022/23 in der Landesliga Staffel II (6. Liga). Die erste Männermannschaft ist zurzeit in der Verbandsliga beheimatet (7. Liga). Die Männer waren in den 1990er und 2000er Jahren recht erfolgreich. 1994 stiegen sie in die Oberliga Thüringen (damals 4. Liga, heute als Thüringenliga 5. Liga) auf, wurden 1995 Thüringer Pokalsieger und nahmen anschließend am DHB-Pokal teil. In der Saison 1995/96 errangen sie den Thüringer Meistertitel und absolvierten 1996/97 eine Saison in der damaligen Regionalliga Südwest (damals dritthöchste Spielklasse). Anschließend spielten sie bis zur Saison 2006/2007 in der Oberliga Thüringen. Die Heimspielstätte ist die Multihalle im Meininger Stadtteil Jerusalem.

### Sektion Tischtennis
Die Abteilung Tischtennis entstand 1949 gleichzeitig mit der Vereinsgründung und hat derzeit 85 Mitglieder. In den 1980er Jahren spielte man mehrere Jahre in der 2. DDR-Liga und in den 1990er Jahren in der Thüringer Verbandsliga. Gegenwärtig sind die sieben Mannschaften und das Jugendteam in Bezirks- und Kreisligen zu Hause. Spielstätte ist die Dreifelder-Halle „Am Drachenberg“ im Meininger Stadtteil Ost.

### Sektion Schach
Die Abteilung Schach hat 24 Mitglieder, darunter 17 Aktive und vier Frauen. Die erste Mannschaft ist in der Bezirksliga Süd und die zweite Mannschaft in der Bezirksklasse Süd vertreten. Heimspielort sind die Vereinsräume im Restaurant „Bombay“ im Meininger Stadtzentrum.

### Sektion Stocksport
Die Abteilung Stocksport, auch Eisstockschießen genannt, ist eine von sechs Eisstocksportvereinen im Thüringer Eis- und Rollsportverband (Stand: 2017). Sie entstand gleichzeitig mit der ehemaligen Sektion Eishockey. Der Verein nimmt neben eigenen Veranstaltungen regelmäßig an Wettkampfturnieren insbesondere in Thüringen, Sachsen und Bayern teil. Sie wurden bereits mehrmals Thüringenmeister und sind oft in der Bundesliga Ost vertreten. Die Stocksport-Sektion besitzt als Wettkampf- und Trainingsstätte eine bitumierte und im Winter vereiste Vier-Bahnenanlage auf dem Pulverrasen, einem kleinen Park mit Freizeitanlagen westlich der Meininger Altstadt.

### Sektion Kanu
Die zur ESV Lok gehörende Abteilung Kanu hat ihren Sitz in der Nachbarstadt Wasungen, wo sich auch das Bootshaus befindet. Die Sektion Kanu bietet neben dem Meininger Kanuverein e. V als zweiten Verein auf der Werra im Raum Meiningen/Wasungen Wassersport und Wasserwandern. Sie ist des Weiteren Mitglied im Deutschen Kanu-Verband.

### Ehemalige Sektionen

#### Basketball
Die Sektion Basketball war 1955 Gründungsmitglied der erstklassigen DDR-Oberliga. Ergebnisse und weiterer Verbleib sind nicht bekannt.

#### Eishockey

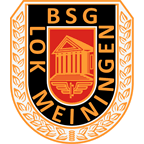
Historisches Logo der BSG Lok

Von 1949 bis 1970 existierte eine Sektion Eishockey, deren Mannschaft von 1955 bis 1960 in der 2. DDR-Eishockeyliga, von 1964 bis 1965 in der Gruppenliga (beide 3. Liga) und ab 1965 in der zweitklassigen Gruppenliga spielte. Beste Platzierungen waren hier jeweils ein zweiter Platz in den Spielzeiten 1955/56 und 1958/59. Infolge der Auflösung der DDR-Eishockeyligen 1970 und dem damit verbundenen Wegfall von staatlicher Förderung löste sich die Eishockey-Sektion Meiningen ebenso wie fast alle anderen Eishockeyvereine in der DDR auf.
Die Sektion war der Nachfolger der Eishockeyabteilung des SC Meiningen, der 1934 und 1935 zweimal als Thüringenmeister an den deutschen Meisterschaften teilnahm und 1934 bis in das Viertelfinale vordrang.

#### Fußball (Männer)
Die Abteilung Fußball entstand im Zuge der Vereinsgründung. Die BSG Lok Meiningen war 1952 Gründungsmitglied der Bezirksliga Suhl. Nach der Saison 1953/54 musste die Mannschaft absteigen, schaffte aber 1957 den Wiederaufstieg in die Bezirksliga. Gleichzeitig integrierte man die bis dahin in der Bezirksliga spielenden Fußballer der BSG Einheit Meiningen (vormalige Namen: VfL Meiningen 04, SG Eintracht Meiningen, BSG Ernst-Thälmann Meiningen) in die Fußballabteilung der BSG Lok Meiningen. Die Erste Mannschaft spielte in der drittklassigen Bezirksliga Suhl (1952/53, 1953/54, 1957–1960, 1963/64–1970/71, 1972/73–1989/90), in der II. DDR-Liga (1961/62, 1962/63), eine Saison in der DDR-Liga (1971/72) und in der Thüringenliga (1990/91 und 1991/92). Sie konnte dreimal den Bezirksmeistertitel (1960, 1983/84, 1986/87) und zwei Bezirks-Pokalsiege erringen. 1992 trennte sich die Fußballabteilung von der ESV Lok und gründete den VfL Meiningen 04 e. V. neu.